# Tlenki siarki
Tlenki siarki – grupa nieorganicznych związków chemicznych zbudowanych z tlenu i siarki.
- tlenek disiarki (tlenek siarki(I)), S2O
- tlenek siarki (tlenek siarki(II)), SO
- dwutlenek siarki (ditlenek siarki, tlenek siarki(IV)), SO2
- tritlenek siarki (tlenek siarki(VI)), SO3
- tetratlenek siarki (nadtlenek siarki), SO4